# Nikołaj Arsienjew (gubernator)
Nikołaj Iwanowicz Arsienjew ros. Николай Иванович Арсеньев, niem. Arßeniew (ur. w 1760 roku w Moskwie, zm. 8 lutego 1830 roku) – działacz państwowy Imperium Rosyjskiego, prokurator gubernialny w Twerze, wicegubernator w guberni wołyńskiej i kurlandzkiej po czym gubernator w tejże.

## Życiorys
Nikołaj Iwanowicz Arsienjew urodził się w 1760 roku w Moskwie. Wywodził się z rodziny szlacheckiej o tatarskich korzeniach. Jego ojciec, Iwan Michajłowicz Arsienjew był działaczem państwowym w randze radcy stanu  i Nikołaj podążył w jego ślady. Pierwszym z ważniejszych obejmowanych przez niego funkcji był urząd prokuratora gubernialnego w Twerze. W 1796 roku został wicegubernatorem wołyńskim, stanowisko to opuścił już 27 stycznia następnego roku. Dnia 14 grudnia?/25 grudnia 1799 nominowany na wicegubernatora kurlandzkiego w miejsce polskiego barona Józefa Hurko-Romejko. W związku z dymisją gubernatora Karla Wilhelma von Driesena przejął jego obowiązki. Urząd gubernatorski pełnił od 20 października?/1 listopada 1800 do 6 listopada?/18 listopada 1808 roku. Okres ten był niespokojny z powodu wojny z Napoleonem, która groziła wejściem wrogich wojsk na terytorium rosyjskie. Arsienjew, na rozkaz cesarza Aleksandra I i ministra spraw wewnętrznych Wiktora Koczebuja, usiłował przygotować gubernie na taką ewentualność. Plany powołania 12-tysięcznej milicji obywatelskiej były przyjmowane z rezerwą przez miejscową niemiecką szlachtę, która wynegocjowała zmniejszenie jej liczebności do 3314 osób. Arsienjew z trudem utrzymywał milicjantów w oddziałach, zaś po podpisaniu pokoju w Tylży większość z nich została rozpuszczona. Dwukrotnie gościł w swojej guberni króla Ludwika XVIII, który przebywał na wychodźstwie w związku z sytuacją we Francji.
Arsieniew jako gubernator posiadał rangę radcy stanu, która w 1806 roku została podniesiona do rzeczywistego radcy stanu (IV klasa cywilna). W 1808 roku został wpisany na listę szlachty kurlandzkiej 18 marca?/30 marca i piltyńskiej 27 kwietnia?/9 maja. Umarł 8 lutego 1830 roku .

## Rodzina
Żoną Nikołaja Arsienjewa była księżna Anna Aleksandrowna z domu Chowańska (1765–1832). Ze związku narodziło się pięcioro dzieci: Dmitrij, Aleksander, Fiodor, Siergiej i córka Jelizawieta. Miał trzech braci: Aleksieja, Piotra i Iwana .